# Cataleptoneta semipinnata
Espèce
Cataleptoneta semipinnata est une espèce d'araignées aranéomorphes de la famille des Leptonetidae.

## Distribution
Cette espèce est endémique de Grèce. Elle se rencontre dans des grottes de Cythère.

## Publication originale
- Wang & Li, 2010 : Two new species of the spider genus Cataleptoneta from Balkan Peninsula (Araneae, Leptonetidae). Zootaxa, no 2730, p. 57-68.